# 直链乙炔碳
直鏈乙炔碳（Linear Acetylenic Carbon），也称卡拜（Carbyne）、线型碳（Linear carbon），碳的一种同素异形体，具有-(C{\displaystyle \equiv }C)n-类型的结构。其中每个碳都是sp杂化，碳碳单键和三键交替。这种类型卡拜的杨氏模量是已知天然最硬材料——鑽石的40倍，同時也是奈米碳管的兩倍，因此将是很好的纳米材料。